# Federazione di baseball e softball della Svizzera
La Federazione svizzera di baseball e softball (eng. Swiss Baseball & Softball Federation) è un'organizzazione fondata nel 1981 per governare la pratica del baseball e del softball in Svizzera e ha la sua sede a Therwil.
Organizza il campionato maschile e di softball femminile, e pone sotto la propria egida la nazionale maschile e di softball femminile.